# پوئرتو دل رساریو
پوئرتو دل رساریو (به اسپانیایی: Puerto del Rosario) یک دهستان در اسپانیا است که در فوئرته‌ونتورا واقع شده‌است. پوئرتو دل رساریو ۲۸۹٫۹۵ کیلومتر مربع مساحت و ۳۶٬۷۷۴ نفر جمعیت دارد و ۱۶ متر بالاتر از سطح دریا واقع شده‌است.